# Toruńs vojvodskap
Toruńs vojvodskap (polska Województwo toruńskie) var åren 1975–1998 ett vojvodskap i norra Polen. Huvudstad var Toruń. 

## Städer
- Toruń – 206 158
- Grudziądz – 102 434
- Brodnica – 27 895
- Chełmno – 22 138
- Chełmża – 15 408
- Wąbrzeźno – 14 132
- Golub-Dobrzyń – 13 005
- Nowe Miasto Lubawskie – 10 776
- Kowalewo Pomorskie – 4 069
- Jabłonowo Pomorskie – 3 704
- Łasin – 3 200
- Radzyń Chełmiński – 1 400
- Górzno – 1 200

## Befolkningsutveckling
| År       | 1975    | 1980    | 1985    | 1990    | 1995    | 1998    |
| Invånare | 587 400 | 610 800 | 640 600 | 659 100 | 671 100 | 674 800 |